# Albert II de Hierges
Pour les articles homonymes, voir Albert II.
Albert II de Hierges, fut évêque de Verdun de 1187 à 1208. Il était fils de Manassès de Hierges et d'Alix de Chiny, fille d'Albert Ier, comte de Chiny.
Certains textes le nomment Albert de Hirgis.